# شاملو (هريس)
شاملو هي قرية في مقاطعة هريس، إيران. عدد سكان هذه القرية هو 295 في سنة 2006.